# Theodotos I. (patriarcha)
Theodótos I. († leden 821) byl konstantinopolský patriarcha v letech 815–821.

## Život
Císaře Leona V. si získal na svou stranu, když jej podporoval v jeho cestě k moci. Pak jej přesvědčil o správnosti obrazoborectví a ponoukal ho k následování příkladu císaře Lva III. Po odstranění nepohodlného patriarchy Nicefora Leon Theodota dosadil na volné místo. Theodótos, postarší úředník, je charakterizován jako mírný, nevzdělaný a ctnostný, ačkoliv jeho předchozí kroky se vykazují smyslem pro intriky. Theodótos navíc rád pořádal přepychové a frivolní hostiny, čímž pobuřoval své konzervativnější kolegy.